# Sparna migsominea
Sparna migsominea là một loài bọ cánh cứng trong họ Cerambycidae.